# Anna Henrietta Bavorská
Anna Falcká, známá ve Francii jako Anna Henrietta Bavorská (13. března 1648, Paříž – 23. února 1723, Paříž) byla rodem falckou princeznou a simmernskou falckraběnkou a manželkou Henriho Julese, nejstaršího syna Ludvíka, Grand Condé.

## Původ
Anna se narodila v Paříži jako druhá ze tří dcer Eduarda Falckého a známé pařížské salonistky Anny Gonzagové, sestry polské královny Ludoviky Marie Gonzagové.

## Manželství
V patnácti letech byla zasnoubena s enghienským vévodou Henri Julesem, jediným přeživším potomkem známého vojenského velitele Ludvíka, Grand Condé. Grand Condé byl nejstarším princem královské krve u francouzského dvora a měl vysoce prestižní postavení Prvního prince. Henri Jules byl jeho dědic a před svým nástupem a získáním titulu kníže, byl vévodou z Enghienu a oslovovali ho Monsieur le Duc. Svatební obřad se uskutečnil v Palais du Louvre 11. prosince 1663 před dvorem za přítomnosti Ludvíka XIV. i celé královské rodiny. Anna se tak stala Madame la Duchesse, vévodkyní z Enghienu. Tento titul držela až do smrti svého tchána v roce 1686, kdy se stala Madame la Princesse.
Její manžel, trpící klinickou lykantropií, byl svou manželkou velmi podporován. Měli spolu deset dětí. Anna byla popisována jako velmi zbožná, velkorysá a laskavá, u mnoha dvorů byla chválena pro podporu, jakou dávala manželovi. Přesto, že byl její manžel náchylný k velkému vzteku, byl často poražen svou klidnou ženou, a to i v přítomnosti jiných dvořanů.
Její matka byla nápomocná při uzavření sňatku mezi Alžbětou Šarlotou Falckou a královým bratrem. Alžběta Šarlota byla Anninou sestřenicí, jejich otcové byli bratři. V roce 1708 zemřel poslední mantovský vévoda, Annin bratranec, Karel IV. Gonzaga a ona se stala kněžnou z Arches. 1. dubna 1709 zemřel v Paříži Annin manžel a její syn Ludvík se stal knížetem z Condé.
O rok později Ludvík zemřel a jeho syn Louis Henri de Bourbon-Condé se stal novým nositelem titulu. Sama Anna zemřela 23. února 1723 v Paříži a byla pohřbena v karmelitánském klášteře v Paříži.

## Potomci
- Marie Tereza Bourbonská (1. února 1666 – 22. února 1732), sňatkem polská titulární královna, kněžna de Conti
⚭ 1600 František Ludvík Bourbon-Conti (30. dubna 1664 – 22. února 1709), titulární polský král, kníže z Conti
- Jindřich Bourbon (5. listopadu 1667 – 5. července 1670)
- Ludvík III. Bourbon-Condé (10. listopadu 1668 – 4. března 1710), vévoda z Bourbonu, od roku 1709 kníže z Condé
⚭ 1685 Luisa Františka Bourbonská (1. června 1673 – 16. června 1743)
- Anna Bourbonská (11. listopadu 1670 – 27. května 1675)
- Jindřich Bourbon (3. července 1672 – 6. června 1675)
- Ludvík Jindřich Bourbon (9. listopadu 1673 – 21. února 1677)
- Anna Marie Bourbonská (11. srpna 1675 – 23. října 1700), svobodná a bezdětná
- Luisa Benedikta Bourbonská (8. listopadu 1676 – 23. ledna 1753);
⚭ 1692 Ludvík August Bourbonský (31. března 1670 – 14. května 1736), vévoda z Maine
- Marie Anna Bourbonská (24. února 1678 – 11. dubna 1718),
⚭ 1710 Louis Joseph de Bourbon (1. července 1654 – 11. června 1712), francouzský maršál, vévoda z Vendôme
- dcera (17. července 1679 – 17. září 1680)

## Vývod z předků
|                         |                        |  |                      |                               |  |  |  |  |  |  |  | Ludvík VI. Falcký |
|                         |                        |  |                      |                               |  |  |  |  |  |  |  |                   |
|                         | Fridrich IV. Falcký    |  |                      |                               |  |  |  |  |  |  |  |                   |
|                         |                        |  |                      |                               |  |  |  |  |  |  |  |                   |
|                         |                        |  |                      | Alžběta Hesenská              |  |  |  |  |  |  |  |                   |
|                         |                        |  |                      |                               |  |  |  |  |  |  |  |                   |
|                         | Fridrich Falcký        |  |                      |                               |  |  |  |  |  |  |  |                   |
|                         |                        |  |                      |                               |  |  |  |  |  |  |  |                   |
|                         |                        |  |                      | Vilém I. Oranžský             |  |  |  |  |  |  |  |                   |
|                         |                        |  |                      |                               |  |  |  |  |  |  |  |                   |
|                         | Luisa Juliana Oranžská |  |                      |                               |  |  |  |  |  |  |  |                   |
|                         |                        |  |                      |                               |  |  |  |  |  |  |  |                   |
|                         |                        |  |                      | Šarlota Bourbonská            |  |  |  |  |  |  |  |                   |
|                         |                        |  |                      |                               |  |  |  |  |  |  |  |                   |
|                         | Eduard Falcký          |  |                      |                               |  |  |  |  |  |  |  |                   |
|                         |                        |  |                      |                               |  |  |  |  |  |  |  |                   |
|                         |                        |  |                      | Jindřich Stuart, Lord Darnley |  |  |  |  |  |  |  |                   |
|                         |                        |  |                      |                               |  |  |  |  |  |  |  |                   |
|                         | Jakub I. Stuart        |  |                      |                               |  |  |  |  |  |  |  |                   |
|                         |                        |  |                      |                               |  |  |  |  |  |  |  |                   |
|                         |                        |  |                      | Marie Stuartovna              |  |  |  |  |  |  |  |                   |
|                         |                        |  |                      |                               |  |  |  |  |  |  |  |                   |
|                         | Alžběta Stuartovna     |  |                      |                               |  |  |  |  |  |  |  |                   |
|                         |                        |  |                      |                               |  |  |  |  |  |  |  |                   |
|                         |                        |  |                      | Frederik II. Dánský           |  |  |  |  |  |  |  |                   |
|                         |                        |  |                      |                               |  |  |  |  |  |  |  |                   |
|                         | Anna Dánská            |  |                      |                               |  |  |  |  |  |  |  |                   |
|                         |                        |  |                      |                               |  |  |  |  |  |  |  |                   |
|                         |                        |  |                      | Žofie Meklenburská            |  |  |  |  |  |  |  |                   |
|                         |                        |  |                      |                               |  |  |  |  |  |  |  |                   |
| Anna Henrietta Bavorská |                        |  |                      |                               |  |  |  |  |  |  |  |                   |
|                         |                        |  |                      |                               |  |  |  |  |  |  |  |                   |
|                         |                        |  | Federico II. Gonzaga |                               |  |  |  |  |  |  |  |                   |
|                         |                        |  |                      |                               |  |  |  |  |  |  |  |                   |
|                         | Ludvík Gonzaga         |  |                      |                               |  |  |  |  |  |  |  |                   |
|                         |                        |  |                      |                               |  |  |  |  |  |  |  |                   |
|                         |                        |  |                      | Markéta Palaiologa            |  |  |  |  |  |  |  |                   |
|                         |                        |  |                      |                               |  |  |  |  |  |  |  |                   |
|                         | Karel I. Gonzaga       |  |                      |                               |  |  |  |  |  |  |  |                   |
|                         |                        |  |                      |                               |  |  |  |  |  |  |  |                   |
|                         |                        |  |                      | František I. z Nevers         |  |  |  |  |  |  |  |                   |
|                         |                        |  |                      |                               |  |  |  |  |  |  |  |                   |
|                         | Henrietta Klevská      |  |                      |                               |  |  |  |  |  |  |  |                   |
|                         |                        |  |                      |                               |  |  |  |  |  |  |  |                   |
|                         |                        |  |                      | Markéta Bourbonská            |  |  |  |  |  |  |  |                   |
|                         |                        |  |                      |                               |  |  |  |  |  |  |  |                   |
|                         | Anna Gonzagová         |  |                      |                               |  |  |  |  |  |  |  |                   |
|                         |                        |  |                      |                               |  |  |  |  |  |  |  |                   |
|                         |                        |  |                      | František de Guise            |  |  |  |  |  |  |  |                   |
|                         |                        |  |                      |                               |  |  |  |  |  |  |  |                   |
|                         | Karel II. Lotrinský    |  |                      |                               |  |  |  |  |  |  |  |                   |
|                         |                        |  |                      |                               |  |  |  |  |  |  |  |                   |
|                         |                        |  |                      | Anna d'Este                   |  |  |  |  |  |  |  |                   |
|                         |                        |  |                      |                               |  |  |  |  |  |  |  |                   |
|                         | Kateřina de Mayenne    |  |                      |                               |  |  |  |  |  |  |  |                   |
|                         |                        |  |                      |                               |  |  |  |  |  |  |  |                   |
|                         |                        |  |                      | Honorat II. Savojský          |  |  |  |  |  |  |  |                   |
|                         |                        |  |                      |                               |  |  |  |  |  |  |  |                   |
|                         | Henrietta Savojská     |  |                      |                               |  |  |  |  |  |  |  |                   |
|                         |                        |  |                      |                               |  |  |  |  |  |  |  |                   |
|                         |                        |  |                      | Jeanne Françoise de Foix      |  |  |  |  |  |  |  |                   |
|                         |                        |  |                      |                               |  |  |  |  |  |  |  |                   |

## Tituly a oslovení
- 13. března 1648 – 11. prosince 1663: Její Jasnost princezna Anna Falcká
- 11. prosince 1663 – 11. listopad 1686: Její Jasnost vévodkyně z Enghienu, Madame la Duchesse
- 11. listopadu 1686 – 1. dubna 1709: Její Jasnost kněžna z Condé, Madame la Princesse
- 1. dubna 1709 – 23. února 1723: Její Jasnost kněžna vdova z Condé, Madame la Princesse